# Налдо
Роналдо Апаресидо Родригеш (на португалски: Ronaldo Aparecido Rodrigues), по-известен като Налдо (Naldo) е бивш бразилски професионален футболист, централен защитник. Висок е 198 см. Професионалната кариера на Налдо започва в Жувентуде. След Бразилия отива да играе в Германия. През 2018 е трансфериран в АС Монако.